# Magnetsko polje
Magnetsko polje je prostor oko prirodnih i umjetnih magneta i unutar njih u kojem djeluju magnetske sile. Magnetsko polje postoji također u prostoru oko toka električne struje, pa se najčešće obrađuje kao elektromagnetsko polje. Razlikuju se magnetostatičko polje, na primjer u okolini stalnoga magneta, i magnetodinamičko polje, na primjer kod asinkronog električnoga motora. Općenito, magnetsko polje slično je električnom polju s obzirom na matematičku obradu, ali je bitna razlika u tome što ne postoje slobodni magnetski naboji kao što postoje slobodni elektroni. Magnetsko polje nastaje oko niza električnih naboja u gibanju, to jest oko električnog vodiča kojim teče električna struja. Magnetsko polje stvaraju i temeljne čestice koje posjeduju magnetski moment.

## Jakost magnetskog polja
Jakost magnetskog polja (oznaka H) je vektorska fizikalna veličina koja opisuje uzroke nastanka magnetskoga polja, jednaka je magnetskoj indukciji B podijeljenoj s magnetskom permeabilnošću μ sredstva: 
{\displaystyle \mathbf {H} ={\mathbf {B}  \over \mu }}
Mjerna jedinica jakosti magnetskoga polja je amper po metru (A/m).

## Magnetsko polje i magnetska permeabilnost
Ako stavimo na magnet tvrdi papir i pospemo sa sitnom željeznom piljevinom, vidjet ćemo da će se piljevina najviše skupiti na krajevima magnetima i poređati u obliku crta koje idu od jednog pola prema drugome. Te se crte nazivaju magnetske silnice. Ako pak postavimo vrlo blizu istoimene polove dvaju magneta i prekrijemo ih tvrdim papirom sa željeznom piljevinom, vidjet ćemo da će magnetske silnice ići u stranu kao da se odbijaju.  
Ako se protivni polovi dvaju magneta postave blizu, a između njih se stavi manji komad željeza, opazit ćemo da su silnice na tom mjestu gdje se nalazi manji komad željeza mnogo gušće. Iz toga vidimo da željezo upija magnetske silnice. Sposobnost sredstva da magnetske silnice propušta u većem ili manjem broju zove se magnetska permeabilnost μ. Budući da sve tvari osim feromagnetskih imaju isti permeabilitet, uzima se da je permeabilnost svih tvari, pa i vakuuma jednak jedinici, to jest μ = 1. Permeabilitet željeza je mnogo puta veći od 1. On može biti od 300 do 2 500. To znači da kroz 1 m2 presjeka željeza prolazi od 300 do 2 500 više magnetskih silnica nego kroz 1 m2 zraka. 
Prostor u kojem se javlja privlačna i odbojna sila magneta zove se magnetsko polje. Magnetsko polje je to jače što je magnet jači. Smjer magnetskog polja je onaj koji ide od sjevernog pola prema južnom. U magnetu silnice teku od južnog pola prema sjevernom.
Magnetsko polje može biti homogeno ili nehomogeno. Homogeno magnetsko polje je ono gdje je jakost polja u svim točkama polja ista, to jest konstantna. U takvom su polju magnetske silnice svuda paralelne, kao što je na primjer u prostoru između dva raznoimena pola magneta čije su plohe međusobno paralelne. Nehomogeno magnetsko polje je ono kod kojeg silnice nisu paralelne.

### Magnetska influencija
Pričvrstimo li na štapu magnet, a do njega na donjem kraju na malu udaljenost stavimo komad mekog željeza (feromagnetični materijal), onda će donji kraj mekog željeza držati dosta željezne piljevine, što znači da je meko željezo postalo magnetično i djelovanjem na daljinu. Odmaknemo li magnet, piljevina će pasti; meko željezo je, dakle, izgubilo magnetizam. 
Meko željezo je magnetično dok se nalazi u magnetskom polju. Ova pojava da meko željezo postane magnetično u blizini drugog magneta zove se magnetska influencija. Učinimo li isti pokus s čelikom, vidjet ćemo da on ostaje magnetičan i nakon udaljenja magneta. Čelik, dakle, magnetskom influencijom postaje stalan ili permanentan magnet. 

## Energija magnetskog polja
Magnetsko polje u sebi sadržava energiju. Gustoća energije sadržane u magnetskom polju jest:
{\displaystyle u={\frac {1}{2}}\cdot {\frac {1}{\mu _{0}}}\cdot \mathbf {B} ^{2}}
gdje je: {\displaystyle \ u} - gustoća energije, {\displaystyle \mu _{0}} - permeabilnost vakuuma, {\displaystyle \ \mathbf {B} } - magnetska indukcija ili gustoća magnetskog toka. Kvadrat magnetskog polja znači da se magnetsko polje skalarno množi samo sa sobom, pa je on identički jednak kvadratu apsolutne vrijednosti magnetskog polja.
Ukupna energija magnetskog polja sadržana u volumenu V je stoga:
{\displaystyle U=\int _{V}{\frac {1}{2}}\cdot {\frac {1}{\mu _{0}}}\cdot \mathbf {B} ^{2}\,\mathrm {d} V}
gdje je: U - energija magnetskog polja, a dV - element volumena.

## Magnetsko polje i elektricitet
S elektricitetom imaju veliku srodnost i magnetske pojave. Povijesno je proučavanje magnetskih pojava prethodilo električnim. U prirodi se pojavljuju stalni (permanentni) magneti, koji se lako mogu proračunati. Magneti djeluju međusobno privlačnim i odbojnim silama. Prema tome možemo, kao i kod elektriciteta, govoriti o negativnom i pozitivnom magnetskom naboju. Za odbijanje i privlačenje takvih magnetskih naboja vrijedi Coulombov zakon kao i za električne naboje. Iz Coulombove sile možemo, kao i u elektrostatici, odrediti jedinice magnetskog naboja. Magnetski naboj označit ćemo s m. Analiza sila vodi nas opet do shvaćanja magnetskih polja, koja okružuju magnetske naboje. Sila na mali magnetski naboj može se prikazati umnoškom tog naboja i jednog fizikalnog čimbenika, magnetskog polja H:
{\displaystyle F=m\cdot H}
U prirodi nikada ne dolazi sam pozitivni ili negativni magnetski naboj. Oni se pojavljuju uvijek kao polovi magneta. Svaki magnet ima određeni magnetski moment. Magnetski moment jednak je umnošku udaljenosti obaju polova i veličine naboja. S l ćemo označiti udaljenost između oba pola, a s m naboj na polu. Na jednom kraju magneta naboj je jednak + m, a na drugom - m. Magnetski moment μ jednak je umnošku l∙m. Često je važno znati koliku potencijalnu energiju ima magnet u magnetskom polju. Ta potencijalna energija može se vrlo jednostavno izračunati. Sila na pozitivni pol jednaka je m∙H, a sila na negativni pol jednaka je - m∙H, gdje je H vanjsko magnetsko polje koje djeluje na magnet. Sa x označit ćemo udaljenost od neke okomite ravnine u smjeru vanjskog magnetskog polja H. Negativni naboj ima na udaljenosti x1 potencijalnu energiju jednaku m∙H∙x1, a pozitivni pol na udaljenosti x2 negativnu potencijalnu energiju jednaku - m∙H∙x2. Magnet ima, dakle, ukupnu potencijalnu energiju jednaku - m∙H∙(x2 - x1). Smjer magneta uzima se od negativnog prema pozitivnom polu. Duljina x2 - x1 jednaka je projekciji duljine l magneta u smjeru magnetskog polja, a prema tome je i m∙(x2 - x1) projekcija magnetskog momenta u smjeru magnetskog polja. Potencijalna energija U magneta u vanjskom polju je, prema tome, jednaka:
{\displaystyle F=-\,m\cdot H\cdot \cos({\vec {\mu }},\,{\vec {H}})}
Negativan predznak potencijalne energije je razvidan. Magnet ima najmanju potencijalnu energiju (- μ∙H) kada stoji svojim magnetskim momentom paralelno prema magnetskom polju, a najveću potencijalnu energiju (+ μ∙H) kada stoji antiparalelno sa svojim momentom. 
Između elektriciteta i magnetizma ne postoji tako savršena simetrija kako se čini u prvi trenutak. Činjenica je da se magnetizam pojavljuje samo u obliku magneta, a nikada kao samo pozitivan ili samo negativan naboj. Ako magnetski štap presiječemo na polovini, tada nipošto ne dobivamo na jednoj polovini pozitivni, a na drugoj negativni magnetski naboj. Obje polovice magneta pokazuju opet i pozitivni i negativni pol na svojim krajevima. Ovo temeljno iskustvo uopće je vodilo do mišljenja da ne postoji neka magnetska tvar poput elektriciteta, već je pojava magneta prouzrokovana električnim strujama.

## Poveznice
- Elektromagnetsko polje
- Električno polje
- Maxwellove jednadžbe
- Vektorsko polje